# Kupola Bliznecy
Kupola Bliznecy är en bergstopp i Antarktis. Den ligger i Östantarktis. Norge gör anspråk på området. Toppen på Kupola Bliznecy är 15 meter över havet.
Terrängen runt Kupola Bliznecy är platt. Havet är nära Kupola Bliznecy åt nordost. Trakten är obefolkad. Det finns inga samhällen i närheten.